# Thera atrinotata
Thera atrinotata är en fjärilsart som beskrevs av Joannis 1929. Thera atrinotata ingår i släktet Thera och familjen mätare. Inga underarter finns listade i Catalogue of Life.